# José Milla y Vidaurre
Pour les articles homonymes, voir Milla.
 (novembre 2023).
José Milla y Vidaurre, connu aussi sous le nom de « Pepe Milla » et sous le nom de plume de « Salomé Jil », né le 4 août 1822 à Guatemala (Premier Empire mexicain) et mort le 30 septembre 1882 dans cette même ville (alors capitale du Guatemala), est un auteur et diplomate guatémaltèque du XIXe siècle.

## Biographie

### Jeunesse
Milla est le fils de José Justo de la Milla y Pineda, gouverneur de l'État du Honduras dans la République fédérale d'Amérique centrale et de Mercedes Vidaurre Molina, fille d'une riche famille guatémaltèque. Il épouse sa cousine Mercedes Vidaurre et le couple a sept filles et un fils.

### Carrière politique
Milla grandit dans une période de grande instabilité politique, alors que le pays est tiraillé entre le courant libéral et le courant conservateur. Ces deux positionnements politiques conduisent petit à petit le Guatemala vers le chaos[non neutre]. Issu d'une famille bien nantie, il n'est d'abord pas une figure politique marquée. Cependant, une tendance conservatrice se développe chez lui et il s'engage finalement en politique avec des gouvernements conservateurs.
Milla est un proche du président et général Rafael Carrera, qui dirige le Guatemala jusqu'à sa mort en 1871. Durant sa présidence, il assume la charge de secrétaire aux Affaires étrangères (en) de 1847 à 1851, ainsi que d'ambassadeur du Guatemala aux États-Unis de 1856 à 1858. Lorsque Justo Rufino Barrios prend le pouvoir et entame une réforme libérale, Milla s'exile et visite plusieurs pays à travers l'Amérique du Nord et l'Europe.

### Carrière littéraire
Son œuvre est à la croisée de plusieurs genres littéraires différents, bien que Milla soit plutôt associé aux contes, aux romans et en particulier ceux à connotation historique. L'un de ses thèmes de prédilection est surtout la vie dans la Guatemala colonial. Son personnage de Juan Chapín, représente le Guatémaltèque typique de cette époque. Sa nouvelle, Novelas costumbristas, raconte entre autres les coutumes de la population du Guatemala durant la période coloniale et pendant les premières années après l'indépendance.
Dans ses œuvres, Milla y Vidaurre démontre une habilité de narration et d'imagination. Pour lui, l'une des principales fonction de la littérature est de divertir et il tâche de faire en sorte que ses livres remplissent cette fonction, en plus de raconter les particularités guatémaltèques de par son histoire et ses coutumes.

## Œuvres

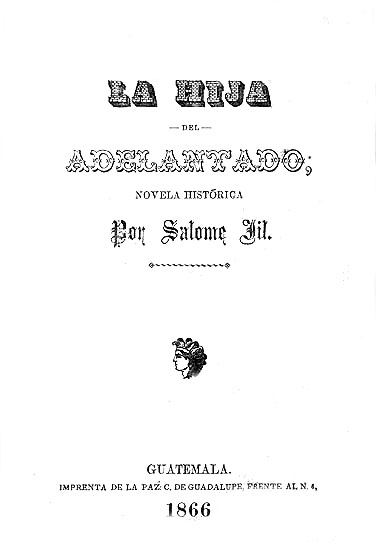
La hija del Adelantado (1866)
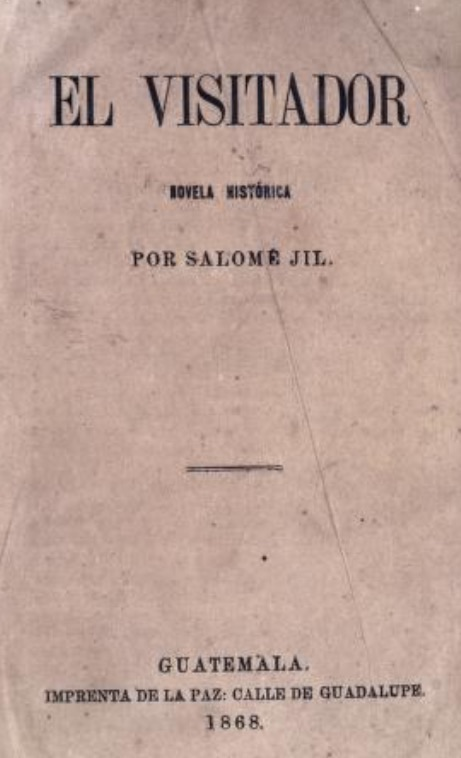
El visitador (1868)
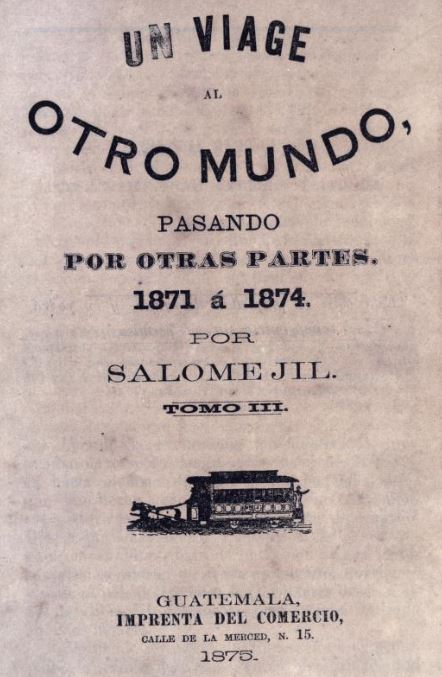
Un viaje al otro mundo pasando por otras partes (1875)

- Don Bonifacio (poème narratif)
- La Hija del Adelantado (nouvelle), 1866[6]
- Los Nazarenos (nouvelle)
- El Visitador (nouvelle)[7]
- Un viaje al otro mundo pasando por otras partes (volumes 1 et 2)[8]
- Memorias de un abogado (nouvelle)
- El esclavo de don dinero (nouvelle)
- Historia de un Pepe (nouvelle)[9]
- El canasto del sastre[4]
- Libro sin nombre
- Historia de la America Central (volumes 1 et 2)[10]